# Malý Bukač
Malý Bukač este o arie protejată (arie specială de conservare — SAC, sit de importanță comunitară — SCI) din Republica Cehă întinsă pe o suprafață de 5,58 ha, integral pe uscat.

## Localizare
Centrul sitului Malý Bukač este situat la coordonatele 49°09′54″N 15°09′09″E / 49.165°N 15.1525°E.

## Înființare
Situl Malý Bukač a fost declarat sit de importanță comunitară în aprilie 2005 pentru a proteja 1 specie de animale. Situl a fost protejat și ca arie specială de conservare în iulie 2012.

## Biodiversitate
Situată în ecoregiunea continentală, aria protejată nu include niciun habitat protejat.
La baza desemnării sitului se află o specie protejată de  amfibieni: triton cu creastă (Triturus cristatus).